# Ptolemaios XIII.
Ptolemaios XIII. (altgriechisch Πτολεμαῖος Θεός Φιλοπάτωρ Ptolemaíos Theós Philopátōr; * 61 v. Chr.; † 47 v. Chr.) war der älteste Sohn des Ptolemaios XII. Neos Dionysos und nach dessen Tod seit 51 v. Chr. altägyptischer König (Pharao). Er regierte zunächst gemeinsam mit seiner älteren Schwester Kleopatra und stand dabei wegen seiner Minderjährigkeit unter der Vormundschaft des Ministers Potheinos, des obersten Feldherrn Achillas sowie des Rhetors Theodotos von Chios. Da die ehrgeizige Kleopatra Ptolemaios XIII. und seine Vormünder gänzlich von der Regierung verdrängte, wurde sie von diesen nach einem Machtkampf 49 v. Chr. vertrieben und Ptolemaios XIII. seither in offiziellen Dokumenten als Alleinherrscher genannt. 48 v. Chr. drohte es zwischen ihm und seiner Schwester zu einem Bürgerkrieg zu kommen, als Gaius Iulius Caesar in Ägypten erschien und im ptolemäischen Machtkampf für Kleopatra Partei ergriff. Caesar erreichte eine äußerliche Versöhnung der königlichen Geschwister und Kleopatras erneute Anerkennung als Mitregentin. Achillas belagerte Caesar mit einem starken Heer in Alexandria, wo sich der römische Feldherr verschanzte und die Königsfamilie, darunter Ptolemaios XIII., quasi als Geisel im Palast internierte. Es kam zum monatelang andauernden, für Caesar äußerst gefährlichen Alexandrinischen Krieg. Schließlich ließ Caesar den Ptolemäerkönig aus nicht genau geklärten Gründen frei. Ptolemaios XIII. schloss sich daraufhin sofort der ägyptischen Belagerungsarmee an. Anfang 47 v. Chr. rückte ein Entsatzheer zur Unterstützung Caesars an, mit dem dieser seine eigenen Truppen vereinigen konnte. In der folgenden Entscheidungsschlacht, die der römische Feldherr gewann, ertrank Ptolemaios XIII. im Nil.

## Verwandtschaftsverhältnisse
Die Mutter des Ptolemaios XIII. wird in den erhaltenen antiken Quellen nicht erwähnt. Nach den Forschungen des Althistorikers Werner Huß wird heute vielfach vermutet, dass nur die erstgeborene Berenike IV. von Ptolemaios XII. und dessen Gemahlin Kleopatra VI. Tryphaina abstammt, während die jüngeren Kinder des Neos Dionysos (Kleopatra VII., Arsinoë IV., Ptolemaios XIII. und Ptolemaios XIV.) aus einer zweiten Beziehung mit einer vornehmen Ägypterin, vielleicht aus der Hohepriesterfamilie von Memphis, hervorgegangen sein könnten.

## Koregierung mit Kleopatra VII.
Das Testament des Ptolemaios XII. bestimmte, dass ihm sein ältester Sohn gemeinsam mit seiner ältesten (noch lebenden) Tochter, der berühmten Kleopatra VII., auf den Thron folgen sollte. Beim Regierungsantritt war zwar die 18-jährige Kleopatra schon mündig, nicht aber ihr erst 10-jähriger Bruder, dessen Interessen daher ein Regentschaftsrat vertrat, dem der Eunuch Potheinos als mächtigster Minister, der Ägypter Achillas als oberster Truppenführer und der Rhetor Theodotos von Chios als Lehrer des jungen Königs angehörten.
Damals gab es in Ägypten innenpolitische Unruhen, auch durch schlechte Ernten verursacht. Viele Dörfer waren entvölkert, da man die Steuern nicht mehr zahlen konnte. So verließen im Jahr 51/50 bis auf die Priester des zugehörigen Tempels alle Einwohner den mittelägyptischen Ort Hiera Nesos. Ähnlich verließen alle nicht Einheimischen den Ort Tinteris im Jahr 50/49 v. Chr. Im selben Jahr gab es eine ungenügende Nilflut. Im herakleopolitschen Gau kam es zu Unruhen, die militärisch niedergeschlagen werden mussten. Schließlich wurde ein Prostagma (königlicher Befehl) am 27. Oktober 50 v. Chr. erlassen, in dem alle Getreidekäufer in Mittelägypten bei Todesstrafe verpflichtet wurden, ihre Güter nur in die Hauptstadt Alexandria zu bringen, offenbar, um einer Hungergefahr in der Hauptstadt vorzubeugen.
Die frühreife und ehrgeizige Kleopatra dominierte anfangs deutlich die Regierung und gebärdete sich etwa 18 Monate lang als Alleinherrscherin. Auf Münzen, Inschriften und Reliefs ließ sie nur ihr Porträt und ihren Namen verewigen, während der ihres Bruders nicht angeführt wurde. Wie das Prostagma vom 27. Oktober 50 v. Chr. zeigt, endete ihre Alleinregierung zu dieser Zeit, denn hier wird der König an erster Stelle, die Königin erst dahinter genannt. Anscheinend hatte Potheinos die Interessen seines Schützlings durchsetzen können. Seit Juni 49 v. Chr. erscheinen auf Papyri Doppeldatierungen „Jahr eins, das auch Jahr drei ist“; offenbar zählte Ptolemaios XIII. seine Regierungsjahre eigenständig und stellte sie voran.

## Vertreibung der Kleopatra und Ermordung des Pompeius
Ungefähr im Herbst 49 v. Chr. wurde Kleopatra von Potheinos aus Alexandria vertrieben. Die Doppeldatierungen verschwinden jetzt, Kleopatra wird nicht mehr erwähnt. Im römischen Bürgerkrieg war unterdessen Pompeius aus Italien in den Osten geflohen; sein in Thessalonike stationierter Gegensenat erkannte im Oktober 49 v. Chr. Ptolemaios XIII. als rechtmäßigen Herrscher an, ohne Kleopatra zu nennen. Damit akzeptierte man die faktischen Machtverhältnisse in Ägypten.
Kleopatra warb in Palästina Söldner und marschierte mit ihrer Privatarmee gegen die ägyptische Grenzfestung Pelusion. Mit seinen Ratgebern und der ptolemäischen Armee zog Ptolemaios XIII. seiner Schwester entgegen und errichtete am Kasischen Berg bei Pelusion seinen Stützpunkt, nicht weit von Kleopatras Heer entfernt. Aber bevor es zum Kampf kam, erschien Pompeius an Ägyptens Küste, wohin er nach seiner Niederlage bei Pharsalos geflohen war. Der römische Feldherr, der wegen seines Freundschaftsverhältnisses mit Ptolemaios XII. als Vormund von dessen Sohn Ptolemaios XIII. auftreten konnte, bat die ptolemäische Regierung um Unterstützung und Aufnahme. Umstritten ist in der heutigen Forschung, ob der nun tagende Regentschaftsrat allein die Ermordung des Pompeius beschloss, ohne dass Ptolemaios XIII. wegen seiner Jugend mitzusprechen gehabt hätte, wie dies etwa Plutarch behauptet. Jedenfalls erschien der junge König in vollem Ornat am Ufer, um Pompeius zu begrüßen, und unterstützte dadurch die Attentatspläne seiner Minister.

## Konflikt mit Caesar
Nur zwei Tage nach der Ermordung des Pompeius (am 27. Juli 48 v. Chr. nach dem julianischen Kalender) erreichte der siegreiche Gaius Iulius Caesar mit seiner Flotte und einem kleinen Heer von 4.000 Mann Alexandria und quartierte sich mit seinen Leuten im Palastviertel ein. Er benahm sich herrisch und provozierte Unruhen der ohnehin antirömisch gesinnten Alexandriner. Auch spielte er sich zum Schiedsrichter im Thronstreit der königlichen Geschwister auf und forderte sie auf, ihre Truppen zu entlassen und nach Alexandria zu kommen, wo sie sich seinem Urteil beugen sollten. Potheinos reiste zwar mit seinem Schutzbefohlenen nach Alexandria, ließ aber Achillas mit seinen Truppen bei Pelusion zurück.
Es kam zum Streit zwischen Potheinos und Caesar über verschiedene Forderungen des Diktators, z. B. der Rückzahlung ungeheurer Geldsummen, die Ptolemaios XII. Rom für seine einstige Anerkennung und Rückführung auf den Thron noch geschuldet haben soll. Der Ptolemäer versuchte vergeblich, die Anreise seiner Schwester zu verhindern. Sie konnte heimlich zu Caesar gelangen und ihn für sich gewinnen. Als Ptolemaios XIII. am anderen Morgen bei Caesar auf Kleopatra traf, floh er zornig aus dem Palast, warf sein Diadem zu Boden und rief die Alexandriner, vielleicht durch Potheinos veranlasst, zur Unterstützung auf. Er wurde jedoch von den Soldaten Caesars ergriffen, der, um einen Palaststurm der Menge zu verhindern, eine Volksversammlung einberief, in der er sich auf das Testament des Ptolemaios XII. berief und eine äußerliche Versöhnung der königlichen Geschwister herbeiführte; dabei erhielt Kleopatra wieder ihre frühere Stellung als Mitregentin.
Potheinos hetzte die Alexandriner aber weiter auf und rief Achillas mit seinem 20.000 Mann starken Heer herbei; die Boten, die Ptolemaios XIII. auf Caesars Druck zum ägyptischen Feldherrn schickte, ließ dieser töten. Da Caesar viel zu wenige Soldaten hatte, verschanzte er sich im Palastviertel und bemächtigte sich zu seinem Schutz der Königsfamilie. Dies hinderte Achillas nicht, den Alexandrinischen Krieg zu eröffnen, der Caesar in den nächsten Monaten schwere Kämpfe bescherte. Währenddessen lebte Ptolemaios XIII. zwangsweise mit seiner verfeindeten Schwester Kleopatra und der übrigen Königsfamilie sowie mit Potheinos unter römischer Bewachung im Palast.
Dennoch gelang der jüngeren Schwester Kleopatras, Arsinoë IV., die Flucht zu Achillas. Sie wurde zur Gegenkönigin erhoben, stritt aber bald mit Achillas über die Kommandoführung. Der römische Feldherr ließ Potheinos hinrichten, da dieser heimlich Achillas unterstützte. Ptolemaios XIII. musste auf Caesars Verlangen von einem erhöhten Platz aus den Alexandrinern verkünden, dass der Krieg nicht in seinem Sinne sei; stattdessen wolle er als Vermittler einen Waffenstillstand herbeiführen. Den Belagerern war aber klar, dass sich ihr König nur zwangsweise für eine Kriegspause aussprach und sie ignorierten daher seine Forderungen. Arsinoë beseitigte nun Achillas und übertrug ihrem Erzieher Ganymedes den Oberbefehl über die ägyptischen Truppen. Die Kämpfe gingen weiter, wobei Caesar einmal in Lebensgefahr geriet.

## Freilassung
Trotz einiger Erfolge des Ganymedes waren die Alexandriner bald mit seiner und Arsinoës Führung unzufrieden und verhandelten etwa im Dezember 48 v. Chr. (julianisch) mit Caesar über eine Freilassung des Ptolemaios XIII. Ihre Gesandten gaben an, dass die Alexandriner den Befehlen ihres Königs gehorchen würden und zum Friedensschluss bereit seien, wenn er für sie eine Aussöhnung mit Caesar erreichte. Caesar stimmte zu. Ein Gefolgsmann des römischen Diktators berichtet als Autor des Alexandrinischen Kriegs, dass Caesar dem jungen König beim Abschied vor Augen geführt habe, wie sehr sein Vaterland schon durch den Krieg zerstört worden sei und dass er seine Untertanen friedenswillig stimmen und so retten solle.
Weiter habe Caesar seine Hoffnung ausgedrückt, dass der junge König keinen Vertrauensbruch begehen werde. Doch Ptolemaios XIII. sei in der Kunst feiner Täuschungsmanöver schon sehr routiniert gewesen und habe daher Caesar heuchlerisch unter Tränen gebeten, ihn nicht wegzuschicken; er liebe Caesar mehr als sein Königreich. Gerührt habe ihn der römische Feldherr entlassen, doch in Freiheit habe der junge König mit Feuereifer die Führung des Kampfes gegen die Römer übernommen. Abschließend widerspricht der Autor der Behauptung, dass Caesar aus Güte handelte und sich täuschen ließ, wie dies manche seiner Freunde glaubten. Vielmehr soll Caesar aus Berechnung so agiert haben.
Der Anfang des 3. Jahrhunderts n. Chr. schreibende Historiker Cassius Dio glaubt durchaus, dass Caesar einen Sinneswandel seiner Feinde für möglich hielt, da er in Erfahrung gebracht habe, dass die Ägypter feige und wegen ihrer Misserfolge verzagt seien. Der Diktator habe auch in der Freilassung keine Stärkung der ägyptischen Position gesehen und außerdem von der Einnahme Pelusions durch seinen Verbündeten Mithridates von Pergamon erfahren, der ihm daher mit seinem Entsatzheer ohnehin bald zu Hilfe käme. Nach dem Autor des Alexandrinischen Kriegs scheint Caesar dagegen noch nichts vom Anrücken der Verstärkungen gehört zu haben.
Auch in der modernen Forschung sind die Gründe für die Freilassung umstritten. Es wurde beispielsweise vermutet, dass sich Caesar täuschen ließ oder dass er eine Spaltung der Feinde in eine Partei der Arsinoë- und eine der Ptolemaios-Anhänger versuchte.
Ausführlich behandelt Christoph Schäfer diese Frage. Nach der Ansicht dieses Historikers rechnete Caesar mit dem baldigen Erscheinen des Entsatzheeres, wenn er es wohl auch noch nicht direkt erfahren hatte. Außerdem sei Caesar sicher von seiner Überlegenheit überzeugt gewesen und habe nicht politisch naiv an einen Sinneswandel seiner Feinde bei der Freilassung des jungen Königs geglaubt. Zur Stärkung der Position Kleopatras, die eine politisch stabile Allianz mit Rom garantieren sollte, habe Ptolemaios XIII. nach einem römischen Sieg keine Rolle mehr spielen dürfen. Dies sei aber nur nach einer Freilassung des Königs, seinem voraussehbaren Vertrauensbruch und seiner anschließenden militärischen Niederlage gegen die römischen Truppen möglich gewesen, da er dann entweder tot oder ein wortbrüchiger Gefangener gewesen wäre. Hätte Caesar dagegen bis zu seinem Sieg Ptolemaios XIII. gefangengehalten, wäre ein Vorgehen gegen einen am Krieg unbeteiligten König unmöglich geworden. Kleopatra habe wohl ebenfalls eine Freilassung ihres Bruders gefordert, da sie ohnehin nur im Fall eines römischen Erfolgs Regentin geblieben wäre, während ihrem Bruder, als Verlierer, dann im Endergebnis die Tötung oder zumindest die Absetzung gedroht hätte. Ihre Stellung wäre dann gleichzeitig sehr gefestigt worden.

## Schlacht am Nil und Tod
Kaum bei den ägyptischen Truppen angelangt, übernahm der junge König selbst den Oberbefehl und führte den Krieg energisch weiter. Dabei erhielt er Unterstützung von seinen Philoi (= „Freunde“), die wohl aus Personen aus seinem engsten Umfeld, hochstehenden Alexandrinern und führenden Militärs bestanden. Nach der Chronologie des Autors des Alexandrinischen Kriegs gab es erst jetzt erste Gerüchte über das Anrücken von Caesars Verstärkungstruppen. Dieses durch Mithridates von Pergamon befehligte Entsatzheer eroberte Pelusion im Sturm und rückte rasch bis in die Nähe von Alexandria vor.
Ptolemaios XIII. erfuhr etwa gleichzeitig mit Caesar, dass Mithridates nicht mehr fern der Hauptstadt war. Der König zog daraufhin dem Pergamener entgegen, um dessen Vereinigung mit Caesars Truppen zu verhindern. Vermutlich segelte Ptolemaios XIII. mit seiner Armee auf den Nilschiffen über den Mareotis-See und einen Kanal in den Kanobischen Nilarm, ging an Land und schlug ein gut geschütztes Lager auf. Caesar steuerte zunächst mit seiner Flotte zur Mündung wohl des Kanobischen Nilarms, löschte dann zur Täuschung seiner Feinde die Lichter, segelte im Schutz der Nacht wieder zurück, ging westlich Alexandrias an Land und marschierte mit seinen Soldaten um den Mareotis-See herum. Die von Ptolemaios XIII. entsandte Reiterei und Leichtbewaffneten sollten vereiteln, dass der römische Feldherr einen Seitenarm des Nils überschritt, wurden aber besiegt. Vom Ptolemäer nun erbetene Friedensgespräche verweigerte der Diktator, da er nun sein Heer mit der Entsatzarmee des Mithridates vereinigen konnte. Am 14. Januar 47 v. Chr. (julianisch) kam es zur Entscheidungsschlacht, die wohl in der Nähe des Mareotis-Sees am Nilufer stattfand. Caesar eroberte das Lager des jungen Königs im Sturm. Ptolemaios XIII. floh wie viele seiner Leute; aber sein Schiff ging unter der Last der Nachdrängenden unter. Er ertrank im Nil.

## Mythos um das angebliche Weiterleben
Da in Ägypten der Volksglaube verbreitet war, dass der Tod im Nil heilig sei und ewiges Leben verleihe, ließ Caesar laut einer wohl auf den römischen Historiker Titus Livius zurückgehenden Tradition nach dem ertrunkenen König suchen und präsentierte dessen aus dem Nil gezogene goldene Rüstung den Alexandrinern als Beweis für Ptolemaios’ Tod. Die gewünschte Wirkung sei nicht ausgeblieben. Diese Überlieferung bezweifelt Christoph Schäfer, da Cassius Dio zwar den Tod des Königs im Nil erwähnt, aber ebenso wenig wie der ausführliche Alexandrinische Krieg über das Auffinden seiner Leiche und die Zurschaustellung von dessen Goldpanzer zur Unterwerfung der Alexandriner berichtet. Damit dürfte die Angabe von Plutarch und Appian übereinstimmen, dass der König nach der Schlacht verschwunden geblieben sei.
Einige Jahre später (41 v. Chr.) gab ein Mann in Arados sich als Ptolemaios XIII. aus, musste jedoch Kleopatra auf Befehl von Marcus Antonius ausgeliefert werden.